# José Reyes
José Bernabé Reyes, född den 11 juni 1983 i Santiago, är en dominikansk-amerikansk professionell basebollspelare som spelar för New York Mets i Major League Baseball (MLB). Reyes är shortstop.
Reyes är främst känd för sin snabbhet, men han är även en duktig slagman. Han har tagits ut till fyra all star-matcher och har vunnit en Silver Slugger Award.

## Karriär

### Major League Baseball

#### New York Mets

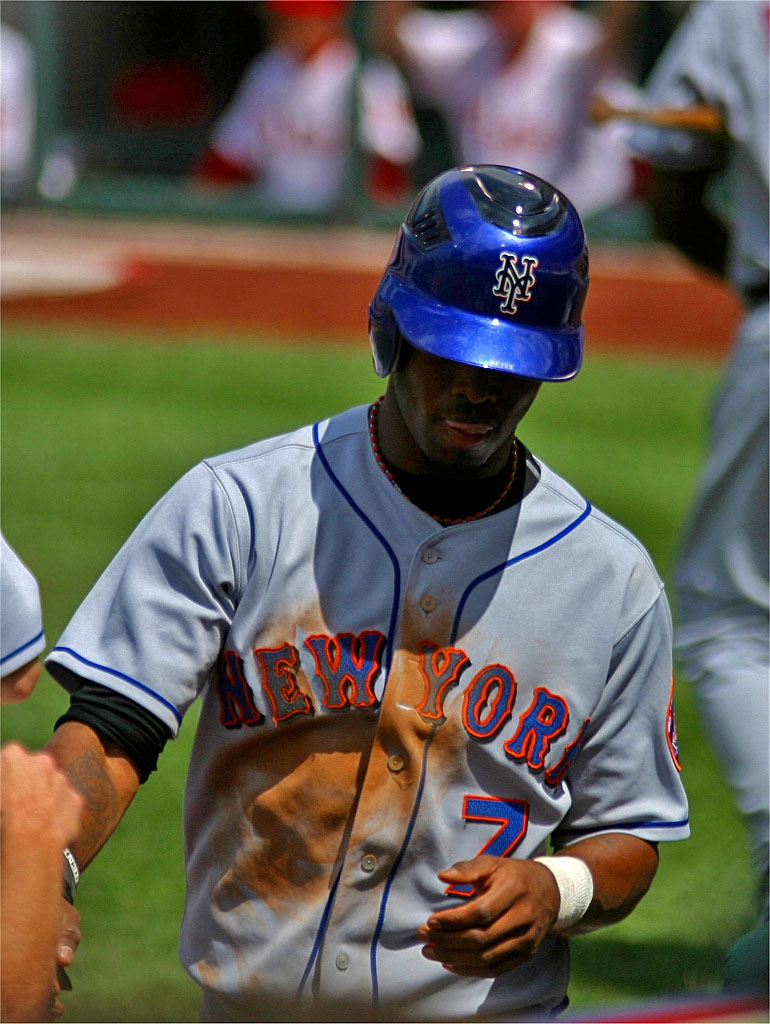
Reyes i New York Mets dräkt 2006.

Reyes gjorde MLB-debut för New York Mets redan som nittonåring 2003. Han etablerade sig snart som en av de bästa spelarna i ligan och blev under sin tid i Mets uttagen till all star-matchen fyra gånger och hamnade i toppen av flera statistikkategorier. 2006 hade han bland annat flest triples och stulna baser i hela MLB. 2009 var något av ett förlorat år då Reyes gick skadad stora delar av säsongen. 2011 hade han högst slaggenomsnitt i National League, vilket ingen i Mets klubbhistoria mäktat med tidigare.

#### Miami Marlins
Efter 2011 års säsong blev Reyes free agent. I december 2011 skrev han på ett sexårskontrakt med Mets divisionsrivaler Miami Marlins värt 106 miljoner dollar, med möjlighet till förlängning av kontraktet ytterligare ett år. Kontraktet var det största i Marlins historia. I och med klubbytet tvingades Reyes att klippa av sina dreadlocks, eftersom Marlins krävde att deras spelare var kortklippta. Det avklippta håret auktionerades ut på Ebay och såldes för 10 200 dollar. Pengarna gick till välgörande ändamål.

#### Toronto Blue Jays
Efter bara en säsong för Marlins byttes Reyes bort till Toronto Blue Jays i en bytesaffär som involverade hela tolv spelare. Det var den största bytesaffären i båda klubbarnas historia.
Reyes startade 2013 mycket bra, men bara ett par veckor in på säsongen drabbades han av en vristskada, som höll honom borta från spel i drygt två månader.
Reyes skadade baksidan av vänster lår i säsongens första match 2014 och hamnade på skadelistan. Efter cirka två veckor, som bland annat innefattade två matcher för Dunedin Blue Jays i farmarligan Florida State League (Advanced A), var han tillbaka i spel för Toronto. Totalt under 2014 hade Reyes ett slaggenomsnitt på 0,287, nio homeruns och 51 RBI:s (inslagna poäng) på 143 matcher.
I slutet av april 2015 hamnade Reyes på skadelistan på grund av en spricka i ett revben. I slutet av juli bytte Blue Jays bort honom till Colorado Rockies. Totalt spelade Reyes 305 matcher för Toronto med ett slaggenomsnitt på 0,289, 23 homeruns och 122 RBI:s.

#### Colorado Rockies

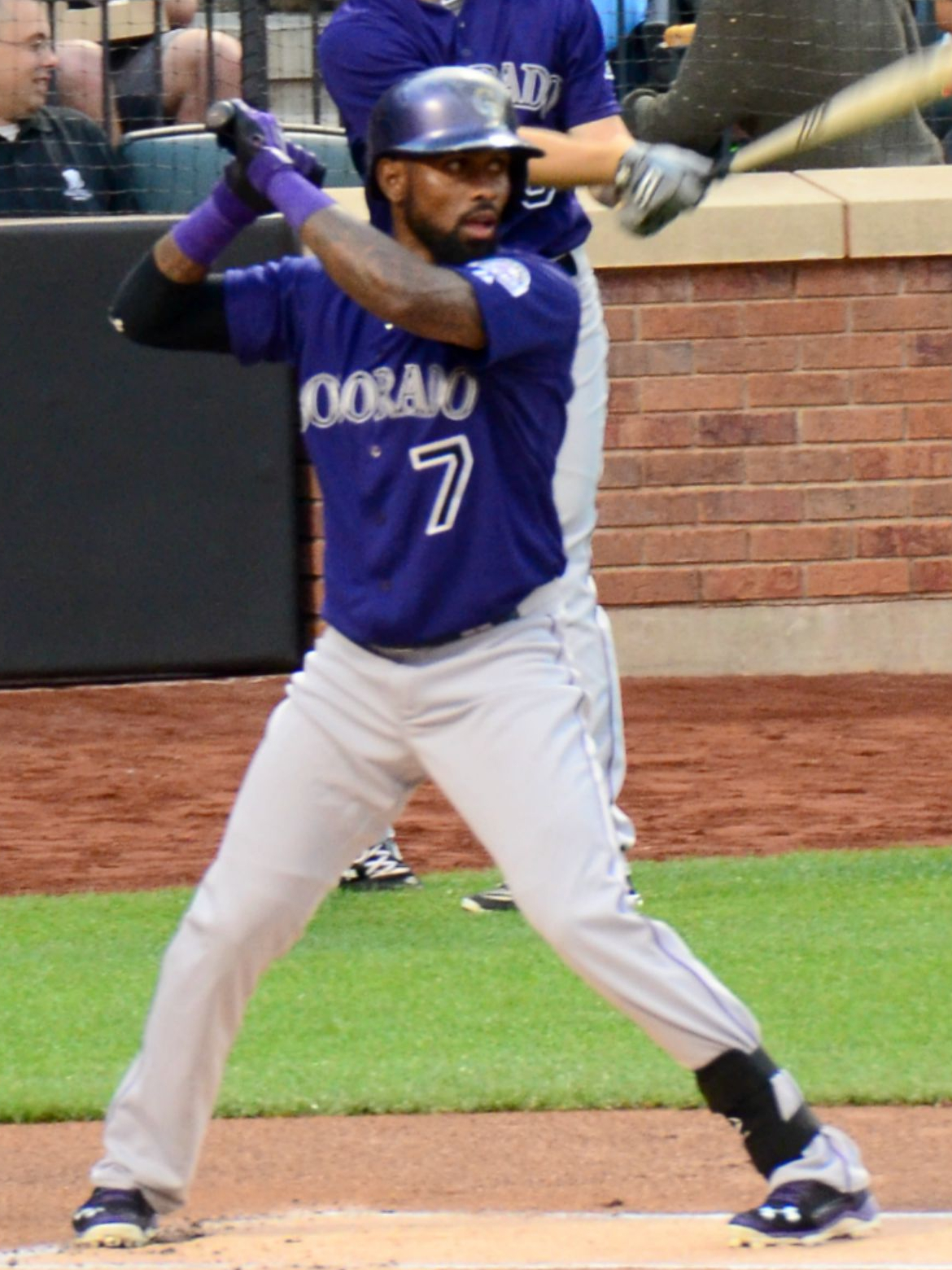
Reyes i Colorado Rockies dräkt 2015.

Under resten av 2015 för Rockies hade Reyes ett slaggenomsnitt på 0,259, tre homeruns och 19 RBI:s på 47 matcher.
I oktober 2015 greps Reyes på Hawaii misstänkt för att ha misshandlat sin fru. Polisutredningen lades ned, men MLB gjorde en egen utredning och i avvaktan på den fick han inte spela för Rockies. I maj 2016 bestämde MLB att han skulle stängas av i två månader, delvis retroaktivt, till och med den 31 maj. I mitten av juni, efter några matcher för Rockies högsta farmarklubb Albuquerque Isotopes, petades han från Rockies spelartrupp.

#### New York Mets igen
I slutet av juni 2016 skrev Reyes på ett minor league-kontrakt med sin gamla klubb New York Mets och skickades till en av de lägre farmarligorna, men redan efter en dryg vecka kallades han upp till moderklubben. Under resten av säsongen var han ordinarie för Mets. Han spelade totalt 60 matcher för klubben, med ett slaggenomsnitt på 0,267, åtta homeruns och 24 RBI:s.
I maj 2017 nådde Reyes milstolpen 2 000 hits och i juli blev han den 39:e spelaren i MLB:s historia att nå 500 stulna baser. Under 2017 var hans slaggenomsnitt 0,246, lägst dittills under karriären, men han hade 15 homeruns och 58 RBI:s. Han blev free agent efter säsongen, men skrev på för Mets igen. Kontraktet var ettårigt och värt åtminstone två miljoner dollar.
Den 31 juli 2018 debuterade Reyes som pitcher, något han drömt om länge. Han fick chansen i åttonde inningen i en match där Mets redan låg under med 4–19 mot Washington Nationals. Han tillät fem hits, varav två homeruns, och sex poäng på en inning, vilket bidrog till Mets största förlust genom tiderna (4–25). Dagen efter slog han själv två homeruns och det hade inte hänt i MLB sedan 1884 att en spelare först tillåtit två homeruns som pitcher för att sedan i nästa match själv slå två homeruns som slagman.

### Internationellt
Reyes representerade Dominikanska republiken vid World Baseball Classic 2006, 2009 och 2013. 2006 spelade han fyra matcher och hade en hit på sex at bats, 2009 spelade han tre matcher och hade en hit på nio at bats och 2013, när Dominikanska republiken vann turneringen, spelade han åtta matcher och hade elva hits på 35 at bats. 2013 utsågs Reyes till turneringens all star-lag.

## Övrigt
Reyes blev amerikansk medborgare i april 2018.